# Свети Андрија (Комижа)
Свети Андрија је насељено место у саставу града Комиже, на острву Светац (или Свети Андрија), Сплитско-далматинска жупанија, Република Хрватска.

## Историја
До територијалне реорганизације у Хрватској налазио се у саставу старе општине Вис.

## Становништво
На попису становништва 2011. године, Свети Андрија није имао становника.
| Број становника по пописима | Број становника по пописима | Број становника по пописима | Број становника по пописима | Број становника по пописима | Број становника по пописима | Број становника по пописима | Број становника по пописима | Број становника по пописима | Број становника по пописима | Број становника по пописима | Број становника по пописима | Број становника по пописима | Број становника по пописима | Број становника по пописима | Број становника по пописима |
| --------------------------- | --------------------------- | --------------------------- | --------------------------- | --------------------------- | --------------------------- | --------------------------- | --------------------------- | --------------------------- | --------------------------- | --------------------------- | --------------------------- | --------------------------- | --------------------------- | --------------------------- | --------------------------- |
| 1857                        | 1869                        | 1880                        | 1890                        | 1900                        | 1910                        | 1921                        | 1931                        | 1948                        | 1953                        | 1961                        | 1971                        | 1981                        | 1991                        | 2001                        | 2011                        |
| 0                           | 0                           | 17                          | 18                          | 30                          | 34                          | 34                          | 58                          | 56                          | 64                          | 48                          | 10                          | 1                           | 2                           | 1                           | 0                           |

Напомена: У 1857. и 1869. подаци су садржани у насељу Комижа. Од 1971. до 1981. исказивано је под именом Андрија.

### Попис1991.
На попису становништва 1991. године, насељено место Свети Андрија је имало 2 становника, следећег националног састава:
| Попис 1991.‍ | Попис 1991.‍ | Попис 1991.‍ | Попис 1991.‍ | Попис 1991.‍ |
| ----------- | ----------- | ----------- | ----------- | ----------- |
|             |             |             |             |             |
| непознато   | непознато   |             | 2           | 100%        |
| укупно: 2   |             |             |             |             |